# Stiftung Juminkeko
Die Stiftung Juminkeko (oder einfach Juminkeko) leitet das Informationszentrum über das Kalevala und die karelische Kultur in Kuhmo (Finnland).
Das Gebäude wurde von den finnischen Architekten Mikko Heikkinen und Markku Komonen entworfen.

## Aktivitäten
Aufgabe der Stiftung ist es, die kulturelle Tradition des Kalevala zu bewahren und den Austausch zwischen Finnland und der Republik Karelien zu fördern. Die Stiftung organisiert Ausstellungen und anderen Veranstaltungen in Kuhmo sowie in verschiedenen Teilen Finnlands und der Republik Karelien.
Darüber hinaus umfassen die Stiftungsaktivitäten das Veröffentlichen, das Sammeln und Archivieren der Volksmundmaterialien sowie die Wiederbelebung der sogenannten poetischen Dörfer von Viena, die berühmte für die Runenlieder sind. Juminkeko fungiert auch als nationales Kinderkulturzentrum im Bereich der Volkskultur.
Die Stiftung Juminkeko organisiert Forschungsreisen in die Republik Karelien, die von Volkskundlern begleitet werden. Juminkekos Partner sind z. B. das Volksliedarchiv der Gesellschaft der finnischen Literatur (SKS), die Kalevalagesellschaft (Kalevalaseura) und das Institut für Sprache, Literatur und Geschichte des Karelischen Wissenschaftszentrums der russischen Wissenschaftsakademie. Für ihre grundlegende Aktivitäten erhält die Stiftung eine Förderung vom Kultusministerium. Weitere Finanzierungen kommen aus verschiedenen weiteren Projekten her (EU-Projekte, Kooperationsprojekte mit den Nachbarregionen, vom finnischen Kulturfonds finanzierte Projekte usw.).

## Wiederbelebung der poetischen Dörfer von Viena
Seit 1990 hat die Stiftung Juminkeko zusammen mit der karelischen Stiftung Arhippa Perttunen ein Projekt für die Wiederbelebung der sogenannten poetischen Dörfer von Viena durchgeführt. Das 30 Jahre andauernde Projekt hat zum Ziel, die Kultur von Viena zu retten. Das Wiederbelebungsprojekt wurde 1993 von der UNESCO als Bestandteil der Welt-Dekade für kulturelle Entwicklung erklärt. Von 1996 bis 2001 hat die World Monument Watch genehmigt, das karelische Dorf Panozero in die Liste der 100 am stärksten gefährdeten Kulturgüter der Welt einzutragen. Es wurde 2005 mit dem höchsten europäischen Preis für den Schutz des Kulturerbes, der Europa Nostra-Medaille, ausgezeichnet.